# 封从德
封从德（1966年3月5日—），四川人，親中華民國派人士，1989年六四天安門事件被北京市公安局通缉的21名学生运动领袖之一。原就读于北京大学遙感所，研究衛星圖像處理的人工智能。1988年5月与另一学生领袖柴玲結婚，八九学潮遭到镇压后二人共同前往法国避难；后柴玲又辗转到了美国，二人随即离婚，封从德则继续留在法国Sorbonne巴黎大學高等研究應用學院读完了博士学位。现居美国旧金山。

## 八九民运
封从德于1982年入读北京大学，1986年因成绩优秀，被保送北京大学遥感技术应用研究所 （页面存档备份，存于）（今北京大学遥感与地理信息系统研究所）研究计算机识别卫星图象专家系统，1988年获中华人民共和国电子工业部高级程序员证书，1989年5月获波士顿大学五年博士学位奖学金。1987年元旦的天安門學生遊行事件中，封從德是北大三十一個被捕的學生之一。六四事件期间当选北大筹委会常委、北高联主席，及任天安门广场绝食团和保卫天安门广场总指挥部副总指挥。封從德和其主持的廣播站，在1989年6月4日凌晨通過口頭表決的方式，成功地組織了天安門廣場學生最後的撤離，避免了更大的伤亡。6月8日，北京市人民政府解散高自联。6月13日，北京市公安局将他列为21名高自联骨干之一，受到全國通缉。

## 流亡游学
六四事件后，封从德在中国大陆逃亡的十个月中感悟中国传统文化价值，遂弃理从文，前往法国避难后转入高等研究應用學院宗教历史系，師從深諳道教和中國傳統民間社會的施舟人教授，1995年获硕士文凭，1996年通过博士候选资格答辩。1997年在荷兰莱顿大学研究儒家学说，1999年回法国撰写博士论文研究道教和中医。同時，在2001年创建《六四档案》网站，其中收錄了一些文字资料、照片、报道和回忆、评论文章、書籍以及音频、影片。2003年7月获得博士学位。获得博士学位后，以设计网络数据库为业。2009年其作品《六四日记——广场上的共和国》完稿。2011年創辦網絡「孫文學校」。2013年為天安门民主大学复校筹备组成員之一。现主编《六四档案 （页面存档备份，存于）》网站，並主持天安门民主大学。
2019年6月2日，封從德從日本乘飛機往香港，準備出席六四事件三十周年悼念晚會，但被香港特別行政區政府入境事務處拒絕入境並原機遣返。

## 言论
2009年余英時教授為其回憶著作《六四日記——廣場上的共和國》寫序，余先生稱讚該書「驚心動魄，一字千金」。
2014年8月20日，封從德在《時報周刊》的專訪中說，中國共產黨實際上明裡暗裡結構性地推波助瀾，「推明星以燬民運」，二十幾年屢試不爽，民運組織幾無招架之力，王丹即是此類「明星領袖」之一；愛作秀的明星也愛篡改歷史，「六四屠城之前，群情激憤萬眾一心，就比誰都激進和高調；屠城之後，規避責任，就塗改得之前就比誰都溫和」，他的著作《六四日記》與本年7月他在《開放雜誌》發表的文章即有細述王丹如何在《王丹回憶錄》中纂亂史實，王有才、熊焱、劉剛等等許多當事人的回憶亦多有見證；若王丹真有高度的防共意識，王丹應該好好規勸其學生如陳為廷，別在不同場合都穿著共產黨領袖馬克思、列寧、切格瓦拉頭像的T恤，更不要一方面號稱防止未來的中共滲透、一方面卻現在就全文高歌中共黨歌《國際歌》。
封从德主張中共如果崩潰，中國大陸應該回歸中华民国，他自稱很早就研究三民主義和中華民國法統，他還特意创办网络“孙文学校”。

## 出版书籍
- 《天安门之争》1998年出版
- 《黄帝内经·素问运气七篇研究》博士论文，2003年7月3日在巴黎索尔邦（sorbonne）通过答辩。
- 《非暴力行动手册》，公民议政丛书，2005年。
- 《六四日记：广场上的共和国》2009年5月晨钟书局。本书是在19年前列出提纲、18年前写就的《八九民运备忘录》基础上删订注释而成。

## 參看
- 新唐人電視台：「封從德」標籤 （页面存档备份，存于）